# Witchcult Today
Witchcult Today es el sexto álbum de estudio del cuarteto inglés Electric Wizard. Fue publicado en noviembre de 2007 por el sello Rise Above Records. Es el primer disco de la banda en el que participa el baterista Shaun Rutter, tras la salida de Justin Greaves en 2006, y el último largaduración del bajista Rob Al-Issa con la banda.
Witchcult Today fue grabado con equipamiento vintage de los setenta en Toe Rag Studios, y su sonido es menos estridente que sus predecesores, con una voz de Jus Oborn mucho más prominente y clara. Fue el disco mejor recibido de la banda desde el aclamado Dopethrone.
La fascinación de la banda con las películas y los escritores de terror continúa manifestándose en varias de las canciones de Witchcult Today. Satanic Rites of Drugula hace referencia a la película Los Ritos Satánicos de Drácula de Hammer Productions y "Dunwich", por su parte, se refiere al relato El Horror de Dunwich de H.P. Lovecraft. Las dos partes de Black Magic Rituals & Perversions, Frisson des Vampires y Zora, hacen referencia, respectivamente, a la cinta de Jean Rollin Los Temores de los Vampiros y al personaje homónimo del cómic italiano Zora la Vampira. Adicionalmente, la portada del álbum es una adaptación del póster promocional de otra película de Hammer, La Novia del Diablo, y evoca una escena del thriller Carrera con el Diablo.

## Lista de canciones
Música por Electric Wizard. Letras por Jus Oborn.
| N.º | Título                                                                   | Duración |  |
| 1.  | «Witchcult Today»                                                        | 7:54     |  |
| 2.  | «Dunwich»                                                                | 5:34     |  |
| 3.  | «Satanic Rites of Drugula»                                               | 6:06     |  |
| 4.  | «Raptus»                                                                 | 2:13     |  |
| 5.  | «The Chosen Few»                                                         | 8:19     |  |
| 6.  | «Torquemada 71»                                                          | 6:42     |  |
| 7.  | «Black Magic Rituals & Perversions» I. «Frisson des Vampires» II. «Zora» | 11:01    |  |
| 8.  | «Saturnine»                                                              | 11:04    |  |

| Bonus edición japonesa |                  |          |  |
| N.º                    | Título           | Duración |  |
| 9.                     | «Raptus Reprise» |          |  |

## Créditos
| - Jus Oborn – guitarra, voz, sitar - Liz Buckingham – guitarra, órgano Hammond - Rob Al-Issa – bajo - Shaun Rutter – batería | - Ingeniería de sonido y mezcla por Liam Watson. - Masterizado por Noel Summerville. - Diseño de portada por Jus Oborn. - Arte de póster por Andrew Labanaris. - Foto de la banda por Ester Segarro. |